# 646
سنة من التقويم، هي سنة بسيطة تبدأ يوم الأحد.

## أحداث

### حسب المكان

#### الإمبراطورية البيزنطية
الحرب العربية-البيزنطية

## مواليد
- الخليفة عبد الملك بن مروان

## وفيات
- كعب بن زهير